# 潘石玲
潘石玲（1858年—1946年），或作潘石隆，清代鳳山縣港東里赤山（今屏東縣萬巒鄉赤山村）出身的馬卡道族人，是加走灣（今臺東縣長濱鄉忠勇部落）的開拓者。

## 生平
居住在赤山庄的馬卡道族人，因不堪鄰近客家居民的壓力，約有二十戶在同治、光緒（1874-1875）之交乘船來到東部，自成廣澳（今臺東縣成功鎮）登陸:135-136。他們先在水母丁（位於今台東縣長濱鄉）居住了兩年，後向成廣澳平埔族人承租山邊獵場開墾。該批馬卡道族人開墾成三個部落，其中由潘石玲帶領的七、八戶人家墾成加走灣頭庄（今忠勇部落）。該地成為一個馬卡道族主要聚落，西元1900年的人口調查顯示，頭庄已有十七戶、九十四人:33。
身為頭人，潘石玲同時是一位地理師與黑頭法師，他從餉潭（今屏東縣新埤鄉餉潭村）請來了玄天上帝，放在部落公廨（今忠勇部落保安宮）中，成為族人的信仰中心；他曾參與奇密社事件（1877），據說他畫了符咒請了五營神將遏止住阿美族納納社人，而平定該事件:65。
日本人類學家宮本延人曾訪問過潘石玲（1931），當時他已經七十三歲。潘石玲在民國三十五年（1946年）去世，享壽八十八。

## 家族
潘石玲父親潘阿成，母潘斤濟，父親於明治五年（1872）死亡，潘石玲成為族長。他在明治十三（1880）年與潘良朱結婚，兩人有一女及一養子。
潘石玲家族可能很早就處於族群中的領導地位，研究顯示，加走灣三庄頭人，除頭庄外，尾庄頭人潘阿和（1858-1927）為潘石玲妹婿，兩人一起參與奇密社事件，組織平埔族人對抗阿美族；而中庄頭人潘成來（1870-1937）為其弟:第二章39-46。